# Cuisine bolivienne
La cuisine bolivienne comporte de nombreux plats à base de céréales, de patates, de viandes et de piments,. Elle diffère généralement selon la région du pays : elle peut être classifiée en trois grandes catégories, la cuisine des Andes (dans l'ouest du pays), la cuisine des vallées (au centre du pays) et la cuisine de l'Amazonie (dans l'est du pays),,,,,.
En tant que territoire abritant 34 nations autochtones, il existe une grande variété de pratiques associées à la gastronomie de ces nations, ainsi que différents niveaux d'adoption de celles-ci dans les zones urbaines plus peuplées. La consommation de boissons et nourritures de rue est une pratique répandue,,.

## Histoire

### Époque précolombienne
La Bolivie comptait de nombreuses sociétés précolombiennes, mais il n'existe malheureusement pas beaucoup de traces des habitudes gastronomiques de ces groupes. Le territoire bolivien est habité depuis environ 20 000 ans, mais il existe peu d'informations écrites à ce sujet. Parmi les pratiques gastronomiques qui persistent, on trouve celles liées à la flore et à la faune endémiques de la région, ainsi que l'entomophagie,.
La civilisation Tiwanaku, qui s'est établie sur les rives du lac Titicaca, disposait de techniques agricoles avancées qui ont permis le développement d'un système agroalimentaire durable. Parmi les produits qu'ils consommaient, on trouve notamment la pomme de terre, le chuño, la tunta, le maïs et le quinoa. Selon la chercheuse bolivienne Beatriz Rossells, la cuisine andine était fondamentalement herbacée et végétarienne, accordant plus d'importance à la valeur nutritionnelle qu'à la sophistication de la forme.

### Vice-royauté

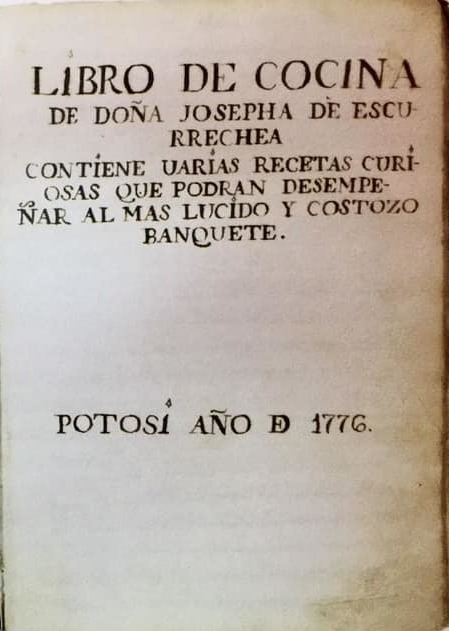
Première page du Libro de cocina de doña Josepha de Escurrechea, le premier livre de recettes connu de Bolivie.

Avec l'arrivée des conquistadors, de nouveaux ingrédients sont apparus, qui ont joué un rôle important dans le futur régime alimentaire. Parmi les principaux produits que les Espagnols ont apportés avec eux figurent la viande de poulet, de porc, de mouton, de vache et de cheval, des animaux qui n'existaient pas jusqu'alors sur ce territoire. Ils ont également apporté du raisin, des mangues, des pommes et des agrumes, entre autres fruits. Le blé et les épices sont également arrivés. Il convient de rappeler que, dans ce processus, différents groupes tels que les gitans, les Arabes, les Juifs et les Africains sont également arrivés en Amérique.
Les ingrédients nouvellement arrivés étaient mélangés aux ingrédients indigènes, comme la viande de camélidé ou le poisson du lac Titicaca. C'est ainsi que sont nés les plats les plus typiques de la Bolivie. En effet, la gastronomie bolivienne a de profondes racines ethniques aymara, quechua et européennes, médiatisées par le métissage et les différents moments historiques qu'a connus et que connaît encore le pays.
En ce qui concerne la tradition écrite de la gastronomie bolivienne, le document le plus ancien connu est le Libro de cocina de doña Josepha de Escurrechea, un livre de recettes datant de 1776 qui contient plus d'une centaine de recettes qui rendent compte de l'histoire gastronomique du pays. Le mélange de saveurs sucrées et salées remonte au XVIIIe siècle. La viande a commencé à être combinée avec des fruits et, depuis, des recettes ont été créées ou adaptées pour mélanger les deux saveurs et, en plus, diverses épices.

### République
Au XIXe siècle, la rénovation de la gastronomie bolivienne va de pair avec le désir d'indépendance. C'est à cette époque que les plats nationaux ont commencé à prendre forme, s'éloignant des recettes et des saveurs plus purement espagnoles. Cependant, les ingrédients et les coutumes culinaires européens avaient imprégné la cuisine bolivienne. Par exemple, en 1935, année où l'usine Ferrari Ghezzi a commencé à fonctionner à Oruro, des pâtes italiennes étaient déjà fabriquées pour être consommées dans le pays.
La cuisine bolivienne est également influencée par la mondialisation et l'importation conséquente de nouveaux ingrédients, de nouvelles recettes et de nouvelles coutumes gastronomiques. En effet, on consomme beaucoup de fast-food dans le pays. Selon les données de 2015, la ville de La Paz comptait plus de mille établissements de restauration rapide et, selon le gouvernement municipal autonome de la ville, au moins la moitié d'entre eux étaient illégaux. En fait, le nombre de ces entreprises aurait triplé au cours des 20 dernières années.
Cependant, avec l'augmentation de la consommation de fast-food, des espaces critiques ou d'avant-garde se sont également ouverts. Par exemple, en 2005, un groupe de chefs a rédigé un « manifeste » de la nouvelle cuisine bolivienne qui, parmi ses points les plus importants, affirme que : « la gastronomie bolivienne respecte les cycles naturels de culture et les régions qui la produisent », qu'« elle est aussi diverse que les cultures qui habitent cette terre » et qu'« elle est fière d'avoir apporté au monde des aliments fondamentaux pour l'alimentation humaine ». Cette nouvelle vague comprend les noms de chefs, parmi lesquels le chef Marco Quelca.
Le ministère des cultures et du tourisme encourage les rencontres internationales pour enrichir les connaissances, apprendre de nouvelles compétences et créer de nouvelles créations dans ce domaine. La cuisine bolivienne est promue par le ministère des cultures et du tourisme avec l'élection des plats phares de chaque région.

## Particularités régionales

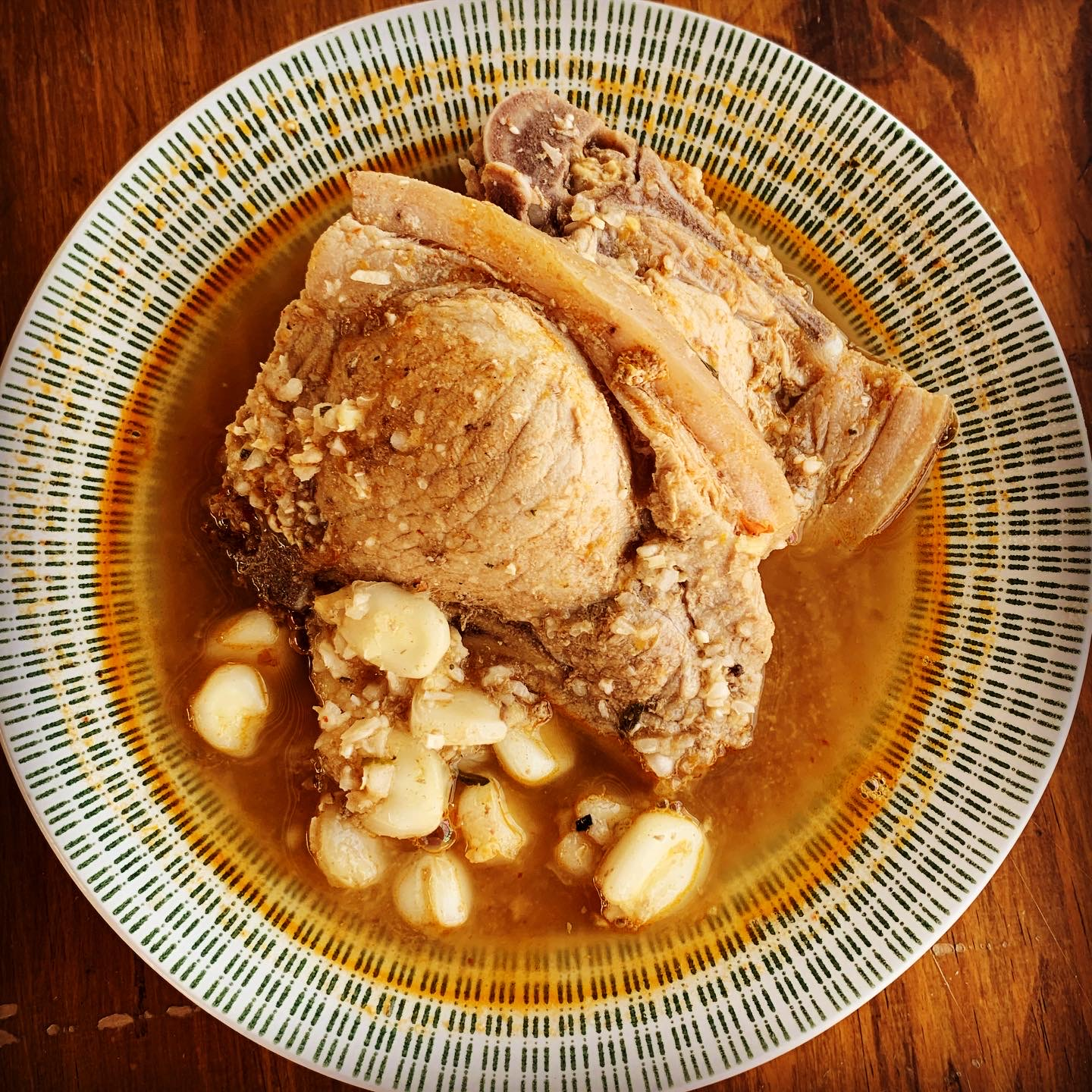
Fricasé de cerdo bolivienne.

La cuisine bolivienne présente des caractéristiques différentes selon la région du pays. Trois grandes catégories peuvent être généralement distinguées, soit la cuisine des Andes, dans les départements de l'ouest du pays (La Paz, Oruro et Potosí), la cuisine des vallées, dans les départements du centre du pays (Chuquisaca, Cochabamba et Tarija) et la cuisine de l'Amazonie, dans les départements de l'est du pays (Beni, Pando et Santa Cruz),,,,,,.

### Cuisine des Andes
La cuisine des Andes est caractérisée par une forte utilisation du quinoa, du tarwi et des patates, à partir desquelles on prépare le chuño. La viande est également consommée modérément. Le maïs est également largement consommé. Des plats originaires de la région sont par exemple le plato paceño (es), la fricasé, le chairo, l'intendente (es), le charquekan et la calapurca (es).

### Cuisine des vallées

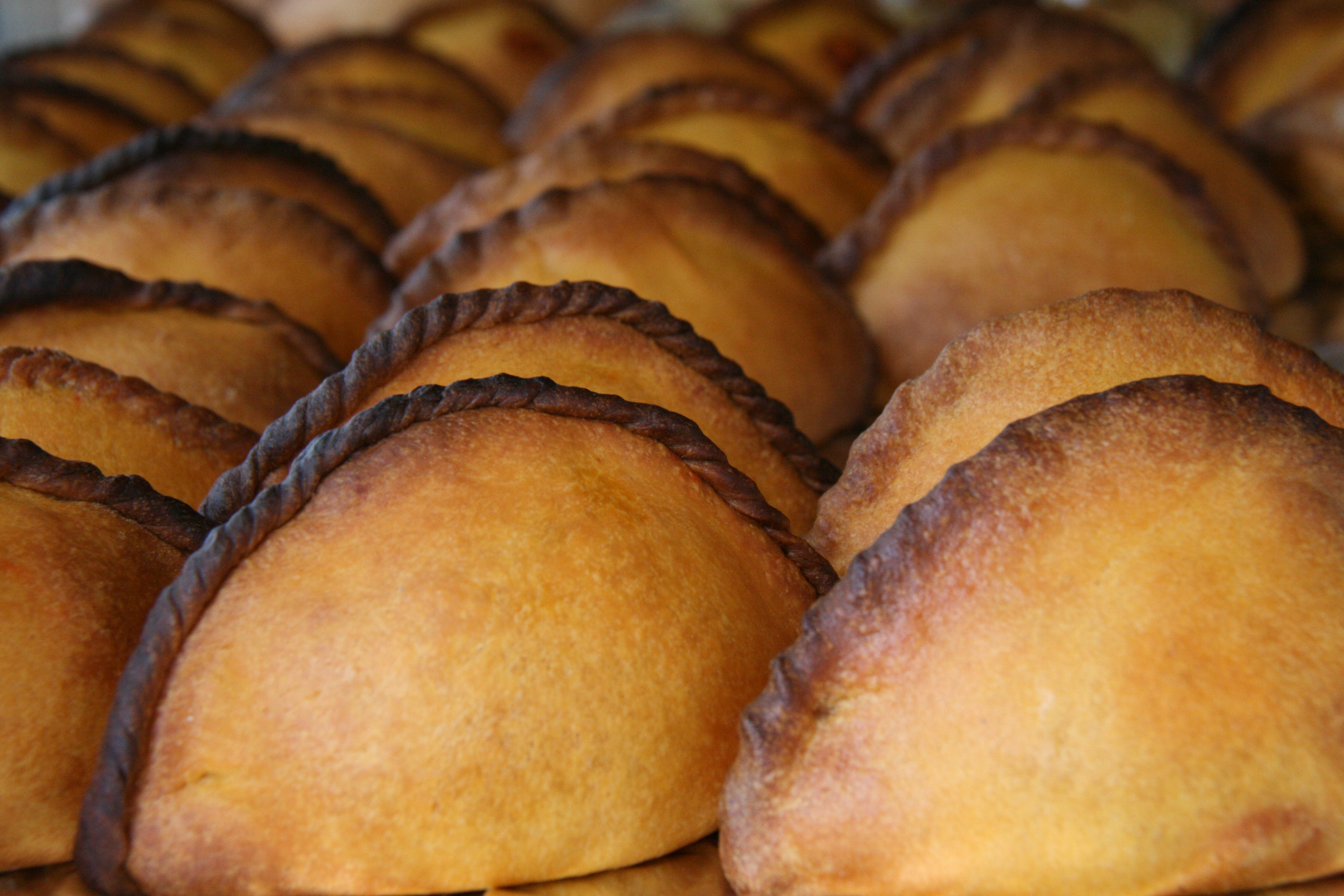
Salteñas de la région de Tarija.

La cuisine des vallées est caractérisée par une forte utilisation des légumes, des grains et des fruits, qui poussent facilement dans cette région. Particulièrement à Cochabamba, ville centrale du pays, la cuisine est marquée par une influence des traditions culinaires orientales et occidentales. Des plats originaires de la région sont par exemple le silpancho, le k’allu (es), le pique macho, le mondongo chuquisaqueño (es), le fritanga (es), le ranga ranga (es) et la salteña.

### Cuisine de l'Amazonie

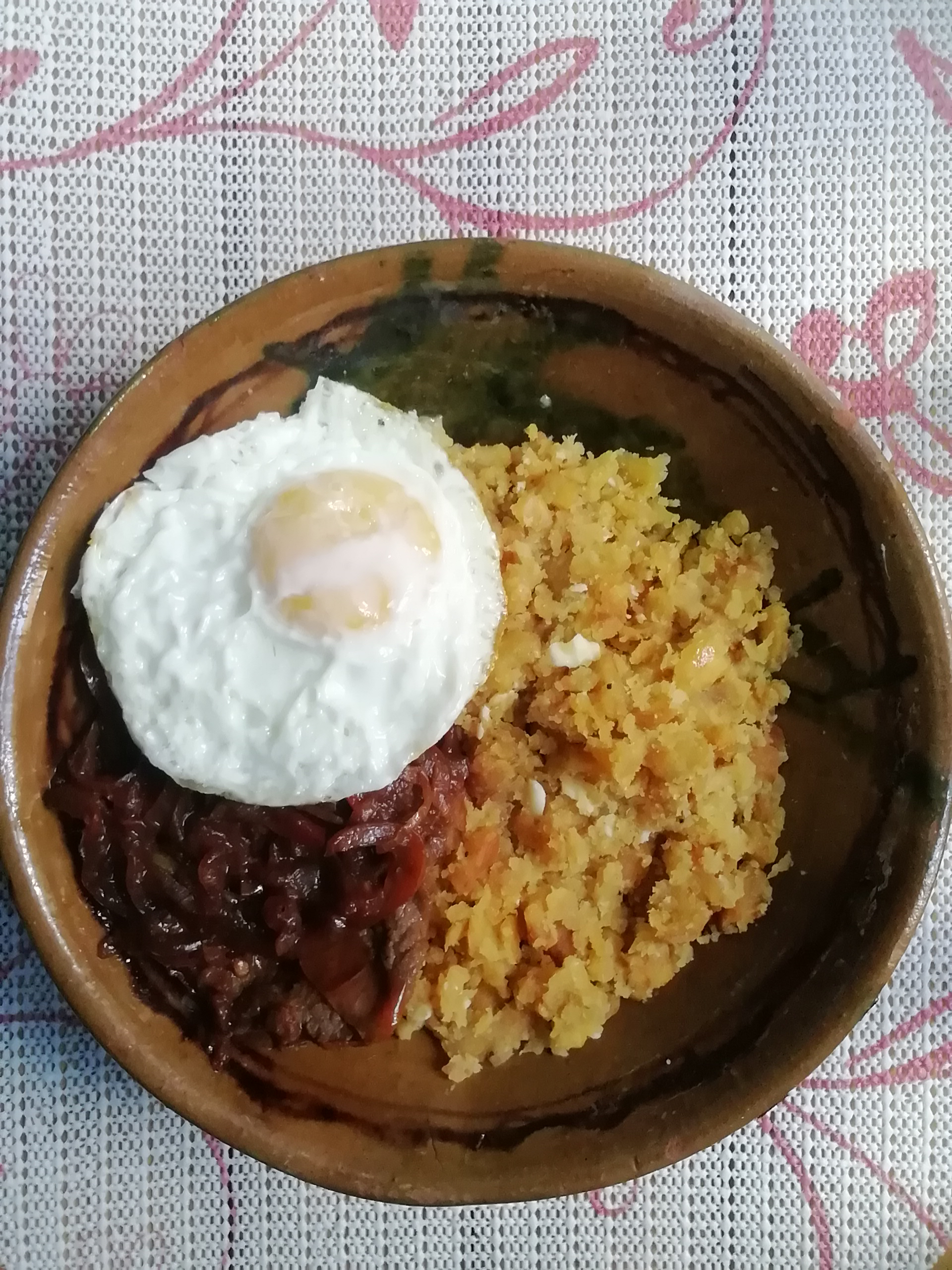
Masaco du Beni.

La cuisine de l'Amazonie est caractérisée par une forte utilisation des fruits et légumes et du manioc, qui remplace ici la patate. Les bananes, les amandes, les fruits tropicaux, le soya et le bœuf sont également répandus. Des plats originaires de la région sont par exemple le masaco (es), le sonso, le majadito et le keperí (es).

## Ingrédients principaux

### Tubercules
La cuisine bolivienne se caractérise par la présence constante de pommes de terre et de maïs dans nombre de ses plats. Il existe 33 variétés de pommes de terre enregistrées dans le pays, et 200 000 hectares sont cultivés chaque année. On dit que chaque Bolivien consomme entre 90 et 100 kilos de ce tubercule par an.
On peut dire que les tubercules tels que la pomme de terre, l'oca, la papalisa et le yucca ont été domestiqués il y a des milliers d'années dans la région andine et font partie du régime alimentaire bolivien depuis lors. La pomme de terre est davantage consommée à l'ouest du pays et le yucca à l'est, mais aussi sous les tropiques et dans les vallées, où pratiquement tous les plats sont accompagnés de ces ingrédients. D'autres tubercules moins connus internationalement qui font partie de la gastronomie bolivienne sont le yacón (Smallanthus sonchifolius), la racacha (Arracacia xanthorriza), l'achira (Canna eduli), l'ajipa (Pachirhyzus ahipa) et la pomme de terre walusa (Xanthosoma saggitifolium).

### Maïs
Le maïs est également largement consommé en Bolivie et est produit pratiquement dans tout le pays. Il existe 70 races de maïs en Bolivie, appelé localement choclo, et il est utilisé de nombreuses façons, que ce soit dans les aliments ou les boissons (huminta ou chicha, par exemple). Rien qu'en 2017, 350 000 hectares de maïs ont été produits dans le département de Santa Cruz.

## Liste de plats

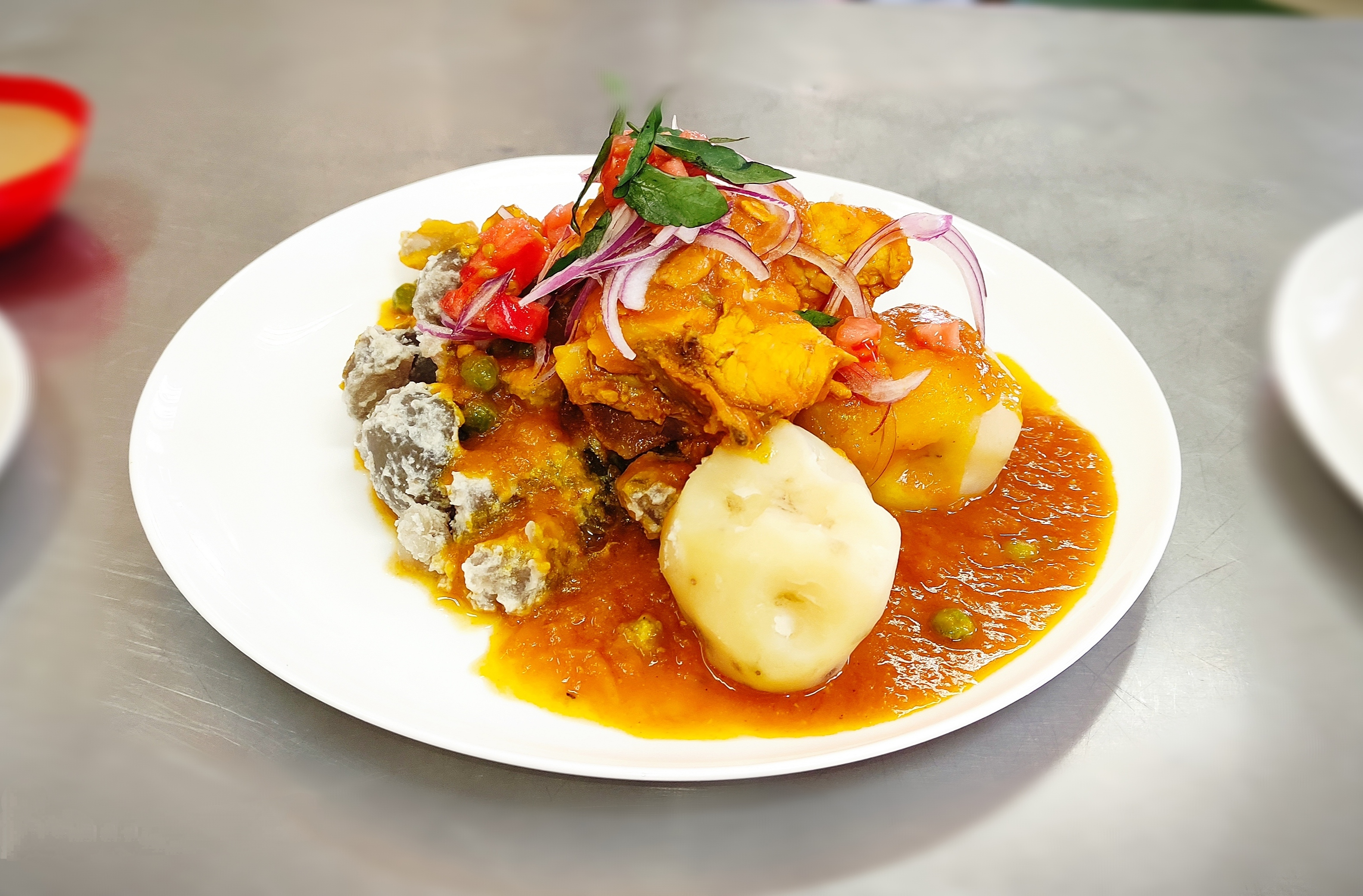
Sajta de pollo de La Paz.

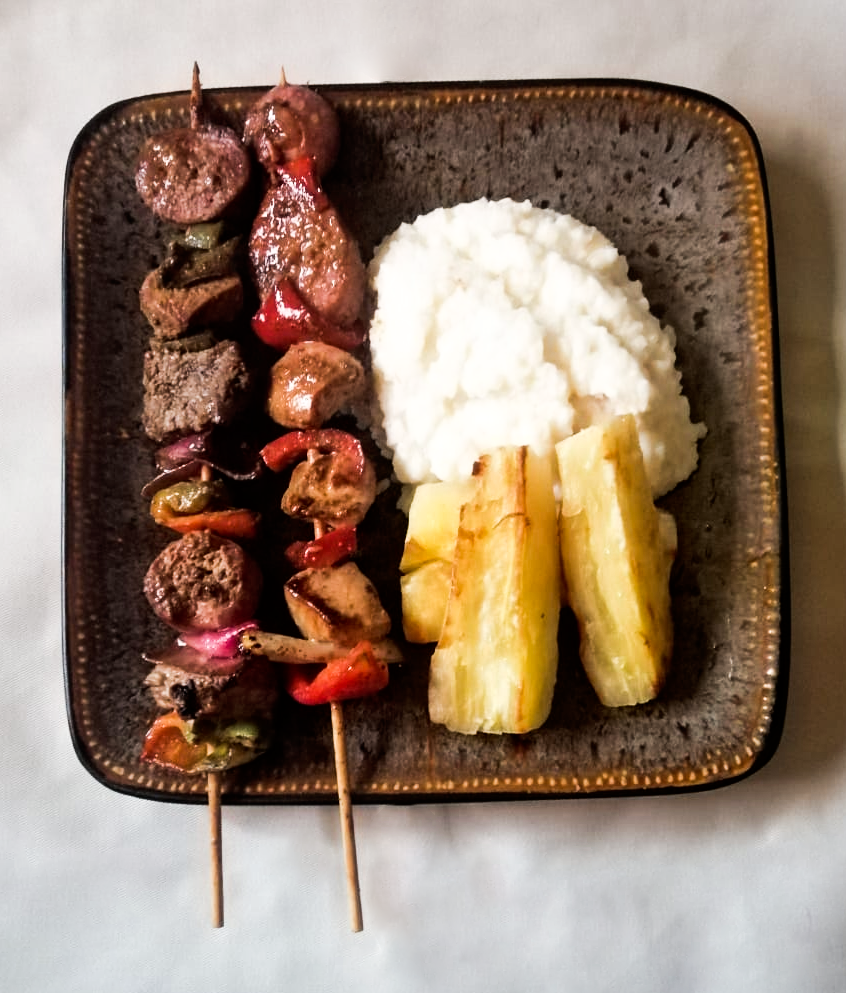
Pacumutu accompagné de riz au fromage et de yucca.

- Ají de achakana : cactus achakana;  bœuf ou porc, oignons, mote, chuño et piment jaune ou rouge.
- Ají de fideo : ragoût à base de piments, de nouilles et de viande (agneau, poulet ou boeuf) originaire du département de Cochabamba.
- Ají de lengua : langue de bœuf et piments.
- Ají de papa lisa : plat de Cochabamba à base d'ullucos (pommes de terre roses), de viande et d'oignons.
- Anticuchos : brochettes de cœur de bœuf et piments.
- Arvejada
- Asadito colorado : plat de Vallegrande à base de porc, de l'urucú et du mote[31].
- Caldo de carachi : bouillon de poisson consommé dans la région du lac Titicaca.
- Chairo : soupe de La Paz
- Chajchu
- Chancho a la cruz
- Ch'anqa de conejo, cochon d'Inde accompagnés de légumes.
- Charqui : viande de lama séchée et frite.
- Charquekán : repas à base de charqui servi avec du maïs et chuño.
- Chicharrones : morceaux de porc (le plus souvent) grillés.
- Chorizo chuquisaqueño : saucisses de porc originaires de Sucre.
- Chuño
- Cuñapé, marraqueta, sarnita, bollo : types de pains
- Cusqueño, ragoût à base de poulet originaire du département de Cochabamba

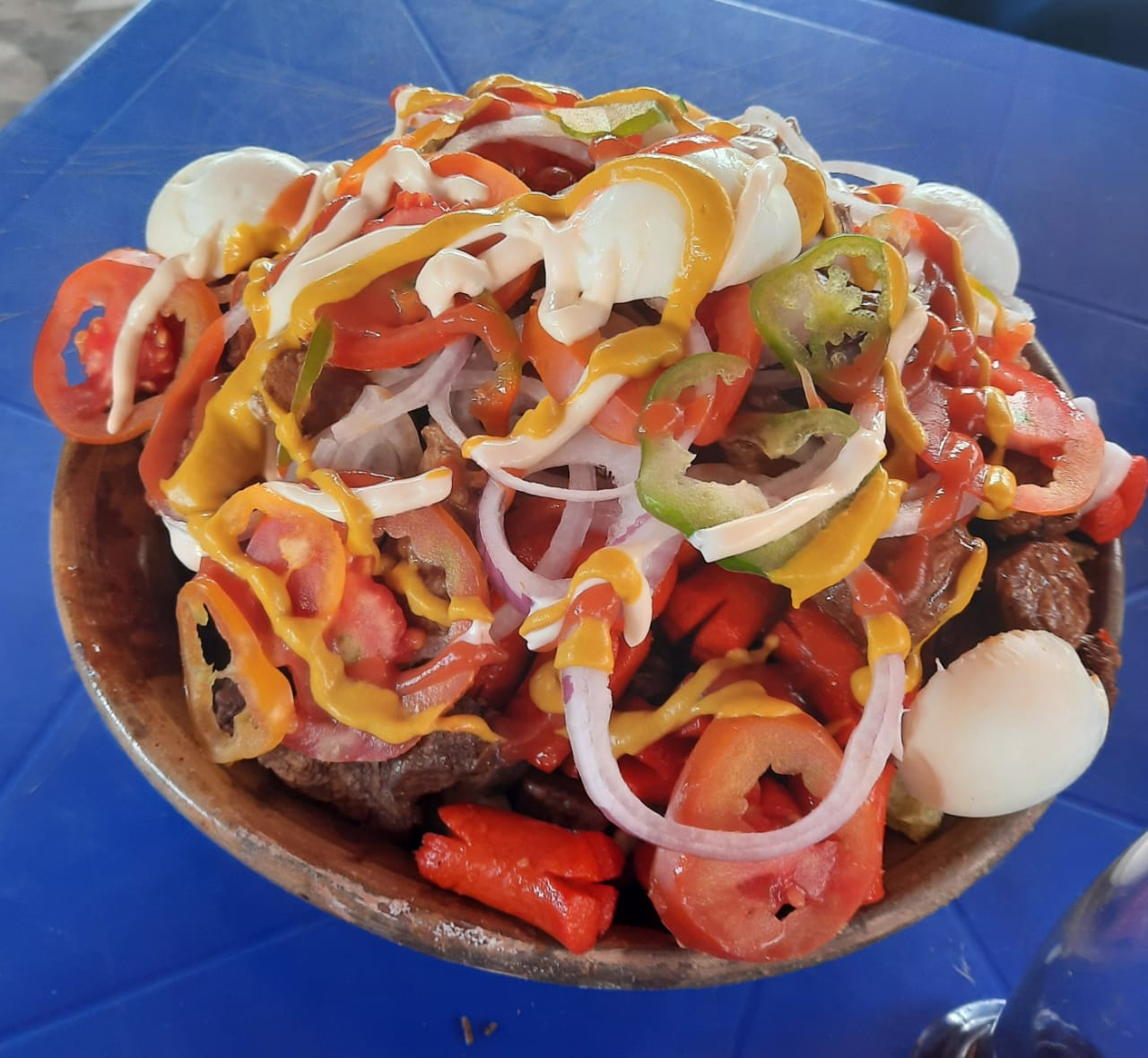
Pique macho de Cochabamba.

- Pique macho de Cochabamba.Fricasé de cerdo : avec du porc et du maïs.
- Lechon al horno : cochon de lait rôti.
- Locro
- Majadito : plat de riz au charqui avec un œuf, du manioc et du plantain originaire de l'est.
- Milanesa : mélange de viande hachée et de pain
- Mondongo : plat de Sucre avec de la viande de porc accompagnée d'aji rojo, de maïs jaune et de pommes de terre
- Montado de lomo : œufs frits sur bifteck
- Pacumutu : brochettes de viande originaires de l'est.
- Parillada : morceaux de viande et abats grillés sur de petits barbecues de table.
- Picante
- Picante de pollo
- Picante surtido
- Pipián
- Pique macho de viande de surubi à Cochabamba : avec piments. Il existe aussi le Pique macho de viande de bœuf accompagné de frites, œufs durs, oignons frits et du fromage.
- Rostro asado (es)
- Saice : ragoût de viande et légumes accompagné de pâtes et salade.
- Sajta de pollo : poulet et piments.
- Salteña : chausson rempli de bouillon, viande et légumes.
- Silpancho : viande de bœuf finement aplatie recouvrant du riz et des pommes de terre.
- Sopa de mani : soupe à base de cacahuètes.
- Sudado de surubí
- Sullka
- Timpu

## Boissons

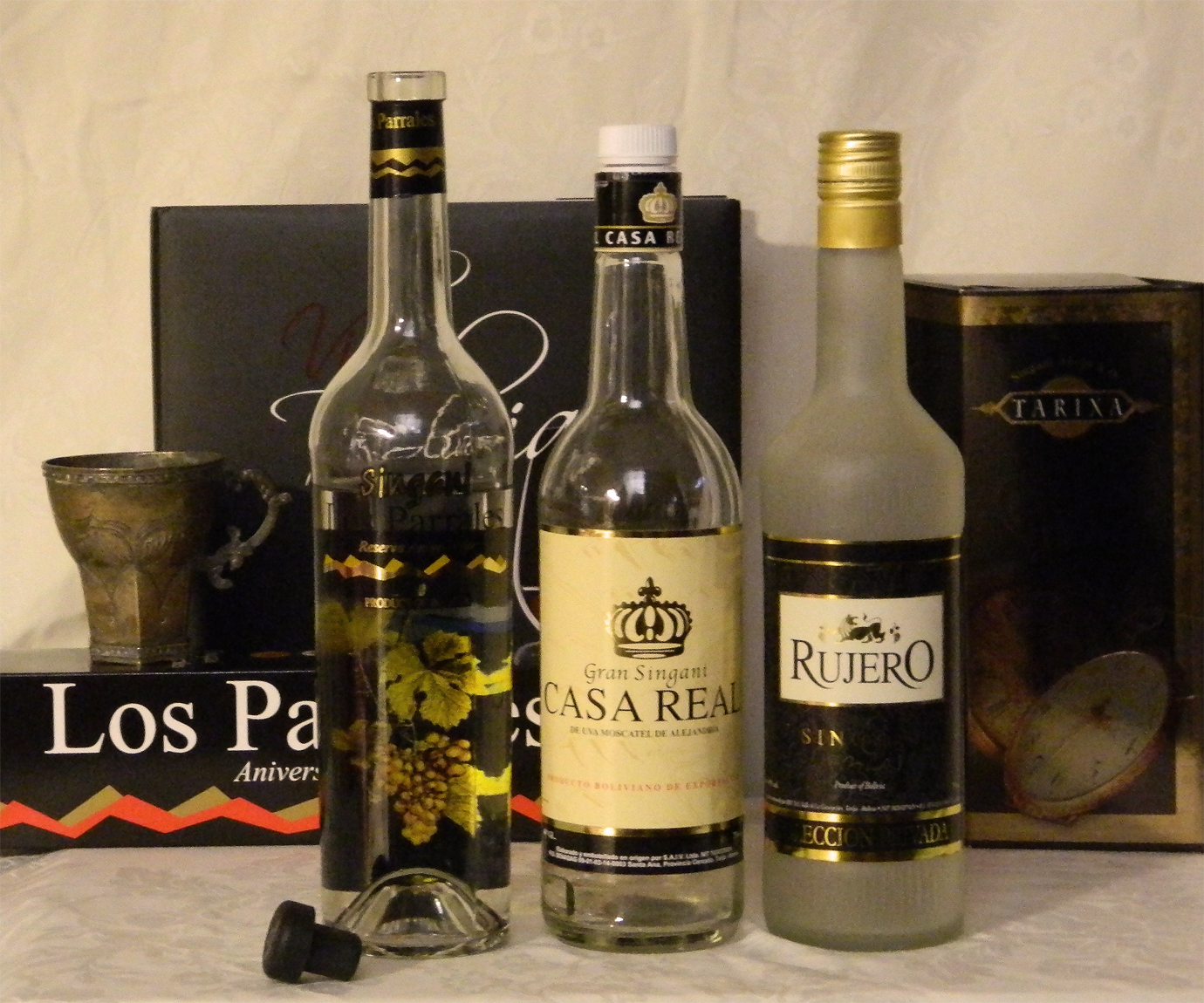
Bouteilles de Singani.

La gastronomie bolivienne peut être divisée en boissons alcoolisées, matés ou infusions et autres boissons. Les boissons alcoolisées comprennent la chicha, la garapiña, le guarapo, le sucumbé et le chuflay. La bière, le vin et d'autres boissons sont également consommés. En fait, selon des données de 2021, plus de 50 000 bouteilles de bière sont consommées chaque jour en Bolivie, la bière étant la boisson alcoolisée la plus consommée par les Boliviens, suivie du singani et du vin.
Le mocochinchi, la boisson gazeuse somó, la boisson gazeuse aux graines de lin, la boisson gazeuse cañahua et la boisson gazeuse au tamarin font partie des boissons non alcoolisées les plus consommées dans le pays. Il convient également de mentionner ici l'api et le tojorí (es), qui sont consommés chauds.
De nombreuses infusions sont également consommées en Bolivie, dont plusieurs sont préparées avec des herbes indigènes, comme le thé de coca. Il convient également de noter la sultane, fabriquée à partir de coques de café.

## Desserts et snacks

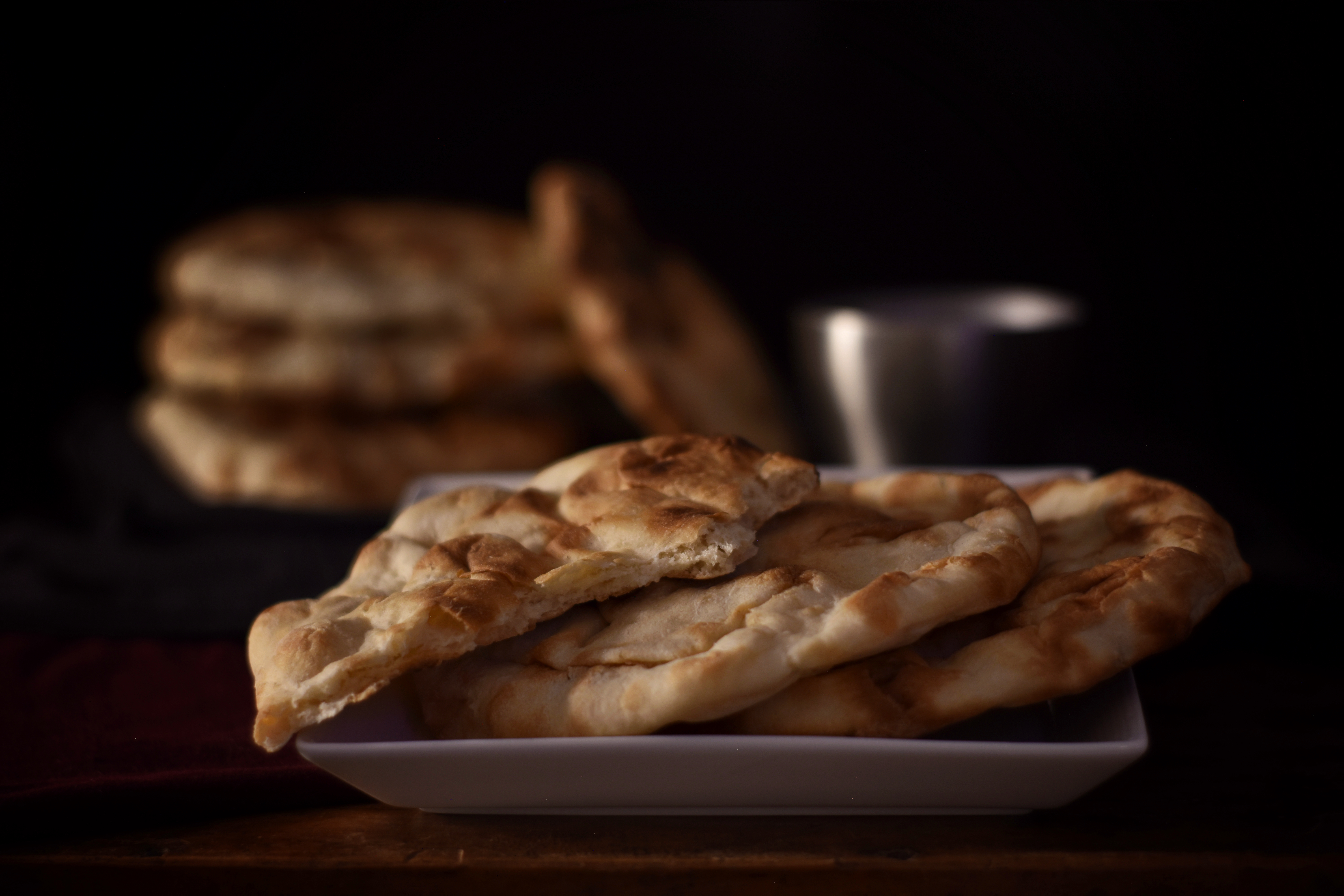
Pan de laja.

La cuisine bolivienne compte un grand nombre de desserts et de snacks, dont beaucoup sont consommés dans tout le pays. La salteña, par exemple, est consommée dans tout le pays et constitue l'un des en-cas les plus populaires du pays. Il en va de même pour les tucumanas, les llauchas et la farce aux pommes de terre, pour ne citer que quelques exemples,.
De petites portions de nourriture, comme les anticucho, les tripitas et les riñoncitos, sont également consommées dans de nombreux points de vente ambulants.
Parmi les desserts ou masitas les plus traditionnels figurent les rosquetes (typiques de Punata), les cuñapés, les horneados cruceños, les humintas, la gelatina de pata et les empanadas blanqueadas.

## Pains
Les pains boliviens comprennent la marraqueta, la sarna, la colisa, la cauca, le pain de maïs, le pan dulce de Oruro, le pan vallegrandino, le pan de Toco, le pan de Arani et le pan de Laja.